# سو اچ المور
سو اچ المور (به انگلیسی: Sue H. Elmore) یک کشتی است که طول آن ۹۰٫۷ فوت (۲۷٫۶۵ متر) می‌باشد. این کشتی در سال ۱۹۰۰ ساخته شد.